# Stichting Revalidatie Centrum
Het Revalidatie Centrum is een afdeling van het nabij gelegen Academisch Ziekenhuis Paramaribo (AZP) en richt op poliklinische revalidatie.
Het centrum is gevestigd aan de Margarethalaan 46. Als onderdeel van het AZP valt het onder het ministerie van Volksgezondheid.

## Geschiedenis
In 1956 was er al een revalidatiecentrum aan de Tourtonnelaan dat tot stand was gekomen door een schenking van het Comité Kerstactie Leprapatiënten. Deze stelde echter niet veel voor en in 1965 bracht de Nederlandse revalidatie-arts A.W. Bom op verzoek verslag uit en rapporteerde toen dat er in Suriname nog weinig was gerealiseerd op het gebied van revalidatie. Ook werd die zorg toen nog in geen enkel Surinaams ziekenhuis geboden.
Samen met de Mytylschool werd een  nieuwe stichting opgezet met de naam "Stichting Beheer Revalidatie Centrum" en in hetzelfde jaar de ondersteunende stichting HAKISU in Nederland (Hulpfonds ten bate van het gehandicapte kind in Suriname). De financiering kwam uit het huwelijksgeschenk van het prinses Beatrix en Claus von Amsberg, ter hoogte van 1.255.000 gulden. In 1968 werd het plan gepresenteerd voor de bouw van het centrum en in 1972 werd aan de Margarethalaan de eerste steen gelegd. Op 24 november 1975 vond de officiële opening plaats door prinses Beatrix en haar man.